# TTL 7421

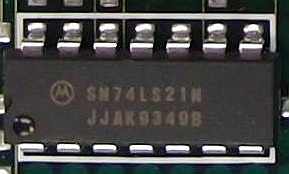
Circuito integrado SN74LS21N da Motorola

O circuito TTL 7421 é um dispositivo TTL encapsulado em um invólucro DIP de 14 pinos que contém duas portas AND de quatro entradas cada.

## Tabela-verdade
{\displaystyle Y=ABCD}
| A (entrada) | B (entrada) | C (entrada) | D (entrada) | Y (saída) |
| ----------- | ----------- | ----------- | ----------- | --------- |
| L           | X           | X           | X           | L         |
| H           | L           | X           | X           | L         |
| H           | H           | L           | X           | L         |
| H           | H           | H           | L           | L         |
| H           | H           | H           | H           | H         |

H (nível lógico alto)
L (nível lógico baixo)